# Mycalesis magna
Mycalesis magna är en fjärilsart som beskrevs av John Henry Leech 1892-1894. Mycalesis magna ingår i släktet Mycalesis och familjen praktfjärilar. Inga underarter finns listade i Catalogue of Life.